# 祭公敦
祭公敦（?—?），姬姓，祭氏，名敦，中国西周末年的卿士，祭国国君。在小说《东周列国志》里被称作祭仲。
祭公敦是周幽王的大臣。他和虢公鼓关系好。两个人都善于乖佞善阿谀，建议周幽王废除申后、和太子宜臼。结果导致申后的父亲申侯联合缯国和犬戎一起攻入西周都城，杀死周幽王在骊山之下，西周灭亡。太子宜臼在洛邑为王，是为周平王，东周开始。